# Běleč, Kladno
Běleč là một làng thuộc huyện Kladno, vùng Středočeský, Cộng hòa Séc.